# Celtic Football Club 2020-2021
Questa voce raccoglie le informazioni riguardanti il Celtic Football Club nelle competizioni ufficiali della stagione 2020-2021.

## Stagione
Con la pandemia di COVID-19 del 2020 nel Regno Unito ancora in corso, la stagione inizia regolarmente ad agosto ma per il Celtic non è un'annata facile. Infatti, i risultati non esaltanti, il 24 febbraio 2021 portano alle dimissioni del tecnico Neil Lennon, con la contestuale nomina di tecnico ad iterim del suo vice, lo scozzese John Kennedy. In Scottish Premiership il Celtic in classifica al secondo posto (69 punti, in media 2,09 a partita); dopo la disputa della poule scudetto, chiude la stagione al secondo posto (77 punti, in media 2,03 a partita) qualificandosi per il secondo turno preliminare della UEFA Champions League. In Scottish Cup è eliminato agli ottavi di finale (quarto turno) dai Rangers (2-0). In Scottish League Cup viene battuto in casa nel secondo turno preliminare dal Ross County (0-2), venendo eliminato dalla coppa. In Champions League supera il primo turno preliminare battendo gli islandesi del KR Reykjavík (6-0), ma viene battuto al secondo turno dagli ungheresi del Ferencváros (1-2). In Europa League raggiunge la fase a gironi, dopo aver eliminato i lettoni del Riga FC nel terzo turno preliminare (0-1) e vincendo i play-off contro i bosniaci del Sarajevo (0-1). Inserito nel gruppo H con Milan, Lilla e Sparta Praga, si classifica all'ultimo posto con 4 punti, venendo eliminato.

## Maglie e sponsor
Dopo l'accordo raggiunto il 13 marzo 2020, il 1º luglio 2020 viene annunciato come nuovo sponsor tecnico Adidas. Dafabet rimane lo sponsor ufficiale anteriore, mentre sulla parte posteriore viene firmata la sponsorizzazione con Magners.
| Casa | Trasferta | Terza divisa |

## Organigramma societario
Area direttiva
- Presidente: Ian Bankier

Area tecnica
- Direttore sportivo della sezione calcistica: Glen Driscoll
- Allenatore: Neil Lennon[1], poi John Kennedy[2]
- Allenatore in seconda: John Kennedy[1], poi Gavin Strachan[2]
- Assistente tecnico: Damien Duff
- Allenatore dei portieri: Stevie Woods
- Preparatore atletico: Jack Nayler, John Currie

Area marketing
- Direttore economico: Brian Meehan

Area sanitaria
- Medico sociale: Ian Sharpe
- Fisioterapisti: Jennifer Graham, Davie McGovern, Tim Williamson
- Nutrizionista: Rob Naughton

## Rosa
Rosa e numerazione tratte dal sito ufficiale.
| N. |                           | Ruolo | Calciatore             |
| -- | ------------------------- | ----- | ---------------------- |
| 1  | Grecia (bandiera)         | P     | Vasilios Barkas        |
| 2  | Francia (bandiera)        | D     | Christopher Jullien    |
| 3  | Scozia (bandiera)         | D     | Greg Taylor            |
| 4  | Irlanda (bandiera)        | C     | Shane Duffy            |
| 6  | Israele (bandiera)        | C     | Nir Biton              |
| 8  | Scozia (bandiera)         | C     | Scott Brown (capitano) |
| 9  | Scozia (bandiera)         | A     | Leigh Griffiths        |
| 10 | Svizzera (bandiera)       | A     | Albian Ajeti           |
| 11 | Polonia (bandiera)        | A     | Patryk Klimala         |
| 12 | Costa d'Avorio (bandiera) | C     | Ismaila Soro           |
| 14 | Scozia (bandiera)         | C     | David Turnbull         |
| 16 | Inghilterra (bandiera)    | D     | Jonjoe Kenny           |
| 17 | Scozia (bandiera)         | C     | Ryan Christie          |
| 18 | Australia (bandiera)      | C     | Tom Rogić              |
| 19 | Scozia (bandiera)         | A     | Michael Johnston       |
| 21 | Francia (bandiera)        | C     | Olivier Ntcham         |
| 22 | Francia (bandiera)        | A     | Odsonne Édouard        |
| 23 | Belgio (bandiera)         | D     | Boli Bolingoli-Mbombo  |

| N. |                             | Ruolo | Calciatore          |
| -- | --------------------------- | ----- | ------------------- |
| 27 | Norvegia (bandiera)         | C     | Mohamed Elyounoussi |
| 28 | Irlanda (bandiera)          | C     | Luca Connell        |
| 29 | Scozia (bandiera)           | P     | Scott Bain          |
| 30 | Paesi Bassi (bandiera)      | D     | Jeremie Frimpong    |
| 35 | Norvegia (bandiera)         | D     | Kristoffer Ajer     |
| 40 | Irlanda (bandiera)          | C     | Barry Coffey        |
| 41 | Scozia (bandiera)           | C     | Scott Robertson     |
| 42 | Scozia (bandiera)           | C     | Callum McGregor     |
| 44 | Israele (bandiera)          | D     | Hatem Abd Elhamed   |
| 48 | Irlanda (bandiera)          | A     | Armstrong Okoflex   |
| 49 | Scozia (bandiera)           | C     | James Forrest       |
| 52 | Scozia (bandiera)           | C     | Ewan Henderson      |
| 53 | Stati Uniti (bandiera)      | A     | Cameron Harper      |
| 56 | Scozia (bandiera)           | D     | Anthony Ralston     |
| 57 | Scozia (bandiera)           | D     | Stephen Welsh       |
| 65 | Irlanda del Nord (bandiera) | P     | Conor Hazard        |
| 77 | Inghilterra (bandiera)      | A     | Karamoko Dembélé    |
| 93 | Uruguay (bandiera)          | C     | Diego Laxalt        |

## Calciomercato

### Sessione estiva
| Acquisti | Acquisti            | Acquisti     | Acquisti                |
| R.       | Nome                | da           | Modalità                |
| -------- | ------------------- | ------------ | ----------------------- |
| P        | Vasilios Barkas     | AEK Atene    | definitivo (5,2 mln €)  |
| D        | Shane Duffy         | Brighton     | prestito                |
| D        | Diego Laxalt        | Milan        | prestito                |
| C        | Mohamed Elyounoussi | Southampton  | prestito                |
| C        | David Turnbull      | Motherwell   | definitivo (3,76 mln €) |
| A        | Albian Ajeti        | West Ham Utd | definitivo (5,2 mln €)  |

| Cessioni | Cessioni              | Cessioni            | Cessioni   |
| R.       | Nome                  | a                   | Modalità   |
| -------- | --------------------- | ------------------- | ---------- |
| P        | Ross Doohan           | Ross County         | prestito   |
| P        | Craig Gordon          | Hearts              | svincolato |
| P        | Ryan Mullen           | Cove Rangers        | prestito   |
| D        | Boli Bolingoli-Mbombo | İstanbul Başakşehir | prestito   |
| D        | Daniel Church         | Dumbarton           | svincolato |
| D        | Robbie Deas           | Inverness           | definitivo |
| D        | Jack Hendry           | Ostenda             | prestito   |
| D        | Calvin Miller         | Harrogate Town      | svincolato |
| D        | Lee O'Connor          | Tranmere            | prestito   |
| D        | Jozo Šimunović        |                     | svincolato |
| C        | Kundai Benyu          | Wealdstone          | svincolato |
| C        | Liam Burt             |                     | svincolato |
| C        | Kouassi Eboue         | Genk                | riscattato |
| C        | Jonny Hayes           | Aberdeen            | svincolato |
| C        | Mark Hill             | Forfar Athletic     | svincolato |
| C        | Kerr McInroy          | Dunfermline         | prestito   |
| C        | David McKay           | Brechin City        | svincolato |
| C        | Brody Paterson        | Queen's Park        | prestito   |
| C        | Scott Robertson       | Gillingham          | prestito   |
| C        | Grant Savoury         |                     | svincolato |
| C        | Marian Shved          | Malines             | prestito   |
| A        | Jonathan Afolabi      | Dundee              | prestito   |
| A        | Jack Aitchison        | Barnsley            | definitivo |
| A        | Vakoun Issouf Bayo    | Tolosa              | prestito   |
| A        | Connor McBride        | Blackburn           | definitivo |
| A        | Kieran McGrath        | Grótta              | prestito   |
| A        | Michael Sparkes       |                     | svincolato |

### Sessione invernale
| Acquisti | Acquisti        | Acquisti      | Acquisti      |
| R.       | Nome            | da            | Modalità      |
| -------- | --------------- | ------------- | ------------- |
| P        | Ross Doohan     | Ross County   | fine prestito |
| D        | Andrew Gutman   | FC Cincinnati | fine prestito |
| D        | Jonjoe Kenny    | Everton       | prestito      |
| C        | Scott Robertson | Gillingham    | fine prestito |
| A        | Kieran McGrath  | Grótta        | fine prestito |

| Cessioni | Cessioni          | Cessioni            | Cessioni                |
| R.       | Nome              | a                   | Modalità                |
| -------- | ----------------- | ------------------- | ----------------------- |
| P        | Liam Hughes       | Liverpool           | definitivo              |
| D        | Hatem Abd Elhamed | Hapoel Be'er Sheva  | definitivo              |
| D        | Jeremie Frimpong  | Bayer Leverkusen    | definitivo (17,3 mln €) |
| D        | Leo Hjelde        | Ross County         | prestito                |
| C        | Barry Coffey      | Cliftonville        | prestito                |
| C        | Olivier Ntcham    | Olympique Marsiglia | prestito                |
| C        | Scott Robertson   | Doncaster           | prestito                |
| C        | Ben Wylie         | Ballymena Utd       | prestito                |
| A        | Kieran McGrath    | East Kilbride       | definitivo              |

### Sessione esterna al calciomercato
| Acquisti | Acquisti    | Acquisti     | Acquisti            |
| R.       | Nome        | da           | Modalità            |
| -------- | ----------- | ------------ | ------------------- |
| P        | Ross Doohan | Dundee Utd   | fine prestito breve |
| P        | Ryan Mullen | Cove Rangers | fine prestito       |

| Cessioni | Cessioni       | Cessioni         | Cessioni       |
| R.       | Nome           | a                | Modalità       |
| -------- | -------------- | ---------------- | -------------- |
| P        | Ross Doohan    | Dundee Utd       | prestito breve |
| P        | Ryan Mullen    | Queen's Park     | prestito       |
| D        | Andrew Gutman  | Atlanta          | definitivo     |
| D        | Emanuel Perez  | Portland Timbers | definitivo     |
| D        | Ewan Otoo      | Clyde            | prestito       |
| C        | Luca Connell   | Queen's Park     | prestito       |
| C        | Ewan Henderson | Dunfermline      | prestito       |
| A        | Cameron Harper | N.Y. Red Bulls   | definitivo     |
| A        | Patryk Klimala | N.Y. Red Bulls   | definitivo     |

## Risultati

### Scottish Premiership

#### Stagione regolare
| Arbitro: | Collum |

|                                                |           |            |
| Édouard 20’, 49’, 53’ Frimpong 31’ Klimala 90’ | Marcatori | 34’ Martin |

| Arbitro: | Muir |

|                  |           |              |
| Burke 24’ (rig.) | Marcatori | 11’ Christie |

| Arbitro: | Beaton |

|          |           |                       |
| Erwin 3’ | Marcatori | 21’ Duffy 36’ Forrest |

| Arbitro: | Muir |

|              |           |  |
| Turnbull 14’ | Marcatori |  |

| Arbitro: | Dallas |

|  |           |           |
|  | Marcatori | 81’ Ajeti |

| Arbitro: | Robertson |

|                                     |           |  |
| Forrest 40’ Ajeti 74’ Jullien 90+2’ | Marcatori |  |

| Arbitro: | Dallas |

|  |           |                                                            |
|  | Marcatori | 4’ (rig.) Édouard 20’ Ajeti 59’ Duffy 64’ Ajer 75’ Klimala |

| Arbitro: | Duncan |

|                                     |           |                             |
| McGregor 20’ Christie 23’ Ajeti 52’ | Marcatori | 16’ (rig.) Holt 78’ Serrano |

| Arbitro: | McLean |

|                                       |           |  |
| McGregor 7’ Ajeti 35’ Elyounoussi 79’ | Marcatori |  |

| Arbitro: | Walsh |

|  |           |                             |
|  | Marcatori | 90’ Griffiths 90+3’ Klimala |

| Arbitro: | Beaton |

|  |           |                 |
|  | Marcatori | 9’, 54’ Goldson |

| Arbitro: | Collum |

|                                              |           |                                                |
| Ferguson 43’ (rig.), 90+2’ (rig.) Hedges 65’ | Marcatori | 52’ McGregor 76’ Griffiths 78’ (rig.) Christie |

| Arbitro: | Madden |

|             |           |                       |
| Édouard 32’ | Marcatori | 18’ Dennis 37’ Durmuş |

| Arbitro: | Dallas |

|               |           |                                     |
| Gallagher 72’ | Marcatori | 8’, 27’, 76’ Elyounoussi 86’ Ntcham |

| Arbitro: | Madden |

|                       |           |                                 |
| Murphy 52’ Nisbet 59’ | Marcatori | 79’ (rig.) Édouard 90+1’ Laxalt |

| Arbitro: | Munro |

|                 |           |          |
| Elyounoussi 83’ | Marcatori | 79’ Kane |

| Arbitro: | Robertson |

|                           |           |  |
| Elyounoussi 57’ Duffy 70’ | Marcatori |  |

| Arbitro: | Collum |

|                               |           |                            |
| Brown 15’ Emmanuel-Thomas 60’ | Marcatori | 28’ Elyounoussi 38’ Bitton |

| Arbitro: | Anderson |

|                            |           |  |
| Turnbull 24’ Griffiths 61’ | Marcatori |  |

| Arbitro: | Robertson |

|  |           |                                               |
|  | Marcatori | 49’ (rig.) Édouard 54’ Griffiths 74’ Turnbull |

| Arbitro: | Collum |

|                                   |           |  |
| Soro 23’ Turnbull 40’ Édouard 75’ | Marcatori |  |

| Arbitro: | Madden |

|                     |           |  |
| McGregor 70’ (aut.) | Marcatori |  |

| Arbitro: | Walsh |

|              |           |              |
| Turnbull 81’ | Marcatori | 90+1’ Nisbet |

| Glasgow 16 gennaio 2021, ore 15:00 WET 24ª giornata | Celtic | 0 – 0 referto | Livingston | Celtic Park (0 spett.)\| Arbitro: \| Beaton \| |
| Arbitro:                                            | Beaton |               |            |                                                |

| Arbitro: | Robertson |

|  |           |                                                        |
|  | Marcatori | 16’ Rogić 79’ (rig.) Édouard 82’ Christie 83’ Turnbull |

| Arbitro: | Steven |

|                           |           |  |
| Griffiths 12’ Édouard 48’ | Marcatori |  |

| Arbitro: | Clancy |

|  |           |                                             |
|  | Marcatori | 29’ Brown 53’ (rig.), 62’ Édouard 86’ Ajeti |

| Arbitro: | Walsh |

|                      |           |              |
| Welsh 2’ Édouard 50’ | Marcatori | 66’ Campbell |

| Arbitro: | McLean |

|            |           |                  |
| Rooney 50’ | Marcatori | 60’, 62’ Édouard |

| Arbitro: | Collum |

|            |           |  |
| Édouard 8’ | Marcatori |  |

| Dundee 7 marzo 2021, ore 12:00 WET 31ª giornata | Dundee Utd | 0 – 0 referto | Celtic | Tannadice Park (0 spett.)\| Arbitro: \| Clancy \| |
| Arbitro:                                        | Clancy     |               |        |                                                   |

| Arbitro: | Collum |

|                 |           |             |
| Elyounoussi 23’ | Marcatori | 38’ Morelos |

| Arbitro: | Munro |

|           |           |  |
| White 71’ | Marcatori |  |

#### Poule scudetto
| Arbitro: | Walsh |

|                                                                                 |           |  |
| Forrest 30’ Turnbull 38’ Fitzwater 50’ (aut.) Elyounoussi 54’, 66’ Christie 87’ | Marcatori |  |

| Arbitro: | Collum |

|              |           |                 |
| Ferguson 18’ | Marcatori | 90+3’ Griffiths |

| Arbitro: | Walsh |

|                                        |           |             |
| Roofe 26’, 57’ Morelos 33’ Defoe 90+2’ | Marcatori | 30’ Édouard |

| Arbitro: | Madden |

|                                               |           |  |
| Turnbull 23’ Édouard 24’ Ajer 79’ Dembélé 85’ | Marcatori |  |

| Edimburgo 15 maggio 2021, ore 12:30 WEST 38ª giornata | Hibernian | 0 – 0 referto | Celtic | Easter Road (0 spett.)\| Arbitro: \| Collum \| |
| Arbitro:                                              | Collum    |               |        |                                                |

### Scottish Cup

#### Turni eliminatori
| Arbitro: | Beaton |

|                                          |           |  |
| Forrest 56’ Christie 58’ Elyounoussi 79’ | Marcatori |  |

| Arbitro: | Madden |

|                            |           |  |
| Davis 10’ Kenny 34’ (aut.) | Marcatori |  |

### Scottish League Cup

#### Turni eliminatori
| Arbitro: | Clancy |

|  |           |                                  |
|  | Marcatori | 39’ (rig.) Stewart 84’ Iacovitti |

### UEFA Champions League

#### Turni eliminatori
| Arbitro: | Gishamer |

|                                                                                   |           |  |
| Elyounoussi 6’, 90+1’ Aðalsteinsson 17’ (aut.) Jullien 31’ Taylor 46’ Édouard 72’ | Marcatori |  |

| Arbitro: | Lindhout |

|              |           |                    |
| Christie 53’ | Marcatori | 7’ Sigér 75’ Nguen |

### UEFA Europa League

#### Turni eliminatori
| Arbitro: | Veríssimo |

|  |           |                 |
|  | Marcatori | 90’ Elyounoussi |

| Arbitro: | Bastien |

|  |           |             |
|  | Marcatori | 70’ Édouard |

#### Fase a gironi
| Arbitro: | Jug |

|                 |           |                                   |
| Elyounoussi 76’ | Marcatori | 14’ Krunić 42’ Brahim 90+2’ Hauge |

| Arbitro: | Stavrev |

|                          |           |                      |
| Zeki Çelik 67’ Ikoné 75’ | Marcatori | 28’, 32’ Elyounoussi |

| Arbitro: | Kovács |

|               |           |                                |
| Griffiths 65’ | Marcatori | 26’, 45’, 77’ Juliš 90’ Krejčí |

| Arbitro: | Stieler |

|                                         |           |             |
| Hancko 26’ Juliš 38’, 80’ Plavšić 90+4’ | Marcatori | 15’ Édouard |

| Arbitro: | de Burgos Bengoetxea |

|                                                    |           |                      |
| Çalhanoğlu 24’ Castillejo 26’ Hauge 50’ Brahim 82’ | Marcatori | 7’ Rogić 14’ Édouard |

| Arbitro: | Veríssimo |

|                                                 |           |                    |
| Jullien 21’ C. McGregor 28’ (rig.) Turnbull 75’ | Marcatori | 24’ Ikoné 71’ Weah |

## Statistiche

### Statistiche di squadra
Statistiche aggiornate al 17 maggio 2021
| Competizione         | Punti                     | In casa | In casa | In casa | In casa | In casa | In casa | In trasferta | In trasferta | In trasferta | In trasferta | In trasferta | In trasferta | Totale | Totale | Totale | Totale | Totale | Totale | DR  |
| Competizione         | Punti                     | G       | V       | N       | P       | Gf      | Gs      | G            | V            | N            | P            | Gf           | Gs           | G      | V      | N      | P      | Gf     | Gs     | DR  |
| -------------------- | ------------------------- | ------- | ------- | ------- | ------- | ------- | ------- | ------------ | ------------ | ------------ | ------------ | ------------ | ------------ | ------ | ------ | ------ | ------ | ------ | ------ | --- |
| Scottish Premiership | 77                        | 19      | 13      | 4       | 2       | 41      | 11      | 19           | 9            | 7            | 3            | 37           | 18           | 38     | 22     | 11     | 5      | 78     | 29     | +49 |
| Scottish Cup         | Quarto turno              | 1       | 1       | 0       | 0       | 3       | 0       | 1            | 0            | 0            | 1            | 0            | 2            | 2      | 1      | 0      | 1      | 3      | 2      | +1  |
| Scottish League Cup  | Secondo turno             | 2       | 2       | 0       | 0       | 7       | 1       | 2            | 2            | 0            | 0            | 6            | 2            | 4      | 4      | 0      | 0      | 13     | 3      | +10 |
| Champions League     | Secondo turno preliminare | 2       | 1       | 0       | 1       | 7       | 2       | 0            | 0            | 0            | 0            | 0            | 0            | 2      | 1      | 0      | 1      | 7      | 2      | +5  |
| Europa League        | 4                         | 3       | 1       | 0       | 2       | 5       | 9       | 5            | 2            | 1            | 2            | 7            | 10           | 8      | 3      | 1      | 4      | 12     | 19     | -7  |
| Totale               | -                         | 27      | 18      | 4       | 5       | 63      | 23      | 27           | 13           | 8            | 6            | 50           | 32           | 54     | 31     | 12     | 11     | 113    | 55     | +58 |

### Andamento in campionato
| Giornata  | 1 | 2 | 3 | 4 | 5 | 6 | 7 | 8 | 9 | 10 | 11 | 12 | 13 | 14 | 15 | 16 | 17 | 18 | 19 | 20 | 21 | 22 | 23 | 24 | 25 | 26 | 27 | 28 | 29 | 30 | 31 | 32 | 33 | 34 | 35 | 36 | 37 | 38 |
| --------- | - | - | - | - | - | - | - | - | - | -- | -- | -- | -- | -- | -- | -- | -- | -- | -- | -- | -- | -- | -- | -- | -- | -- | -- | -- | -- | -- | -- | -- | -- | -- | -- | -- | -- | -- |
| Luogo     | C | T | T | C | T | C | T | C | C | T  | C  | T  | C  | T  | T  | C  | C  | T  | C  | T  | C  | T  | C  | C  | T  | C  | T  | C  | T  | C  | T  | C  | T  | C  | T  | T  | C  | T  |
| Risultato | V | N | V | V | V | V | V | V | V | V  | P  | N  | P  | V  | N  | N  | V  | N  | V  | V  | V  | P  | N  | N  | V  | V  | V  | V  | N  | V  | N  | N  | P  | V  | N  | P  | V  | N  |
| Posizione | 1 | 4 | 3 | 2 | 2 | 2 | 1 | 1 | 1 | 1  | 2  | 2  | 2  | 2  | 2  | 2  | 2  | 2  | 2  | 2  | 2  | 2  | 2  | 2  | 2  | 2  | 2  | 2  | 2  | 2  | 2  | 2  | 2  | 2  | 2  | 2  | 2  | 2  |

Legenda:

Luogo: C = Casa; T = Trasferta. Risultato: V = Vittoria; N = Pareggio; P = Sconfitta.